# Circuito de Rua de Santiago
O Circuito de Rua de Santiago é um circuito de rua temporário localizado na cidade de Santiago, Chile. É usado para o ePrix de Santiago do campeonato de Fórmula E. Foi usado pela primeira vez em 3 de fevereiro de 2018 para o ePrix de Santiago de 2018.

## Traçado
A pista tem 2,46 km de extensão, com 12 curvas. Começa na Avenida Santa María, no lado norte do Rio Mapocho, cruzando a Ponte Pio Nono. Depois de contornar a Praça Baquedano, toma a La Alameda (a principal avenida de Santiago) para o oeste até chegar ao Centro Cultural Gabriela Mistral, onde volta para o leste e depois atravessa o Parque Forestal. Após seguir a Avenida Cardenal Caro, volta para o norte em frente ao Museu Nacional de Belas Artes, e atravessa o rio novamente, retornando ao ponto inicial.